# Prosoproctus
Prosoproctus is een monotypisch geslacht van straalvinnige vissen uit de familie van fluweelvissen (Aploactinidae).

## Soort
- Prosoproctus pataecus Poss & Eschmeyer, 1979